# 满蒙物产陈列馆考古部旧址
满蒙物产陈列馆考古部旧址，位于辽宁省大连市旅顺口区列宁街42号，现为军产，已列为辽宁省文物保护单位。

## 保护
2014年10月，满蒙物产陈列馆考古部旧址公布为第九批辽宁省文物保护单位，编号9-202。